# Kronologija
Kronologíja je pomožna zgodovinska veda, ki preučuje dogodke v času, predvsem s poudarkom razvrščanja zgodovinskih dogodkov v časovni trak in primerjanje istih dogodkov na podlagi različnih koledarjev oz. sistemov merjenja časa. Tako npr. kronologist ugotavlja, v katero leto po judovskem, muslimanskem, gregorijanskem, julijanskem koledarju spada določen dogodek.
Kronologija-iz grške besede khronikus - časoven; veda ki se ukvarja z različnimi načini merjenja časa.
Časovni trak: Namenjen je lažjemu razvrščanju dogodkov, v čas.